# Józefa Szyrmowa
Józefa Kalasancja Szyrmowa (Szyrmina) z domu Dzierzgowska (ur. 4 lipca 1803 w Kazimierzu, zm. 22 stycznia 1837 w Londynie) – polska działaczka charytatywna na emigracji w Wielkiej Brytanii.

## Życiorys
Odebrawczy gruntowne wykształcenie pracowała jako guwernantka w domu Konstantego Czartoryskiego w Tuliłowie. Tam prawdopodobnie poznała Krystyna Lacha Szyrmę, za którego wyszła i przeniosła się do Warszawy. 
Po wybuchu powstania listopadowego, w grudniu 1830 roku została jedną z tzw. kwestarek komitetu powołanego do opieki nad żonami i dziećmi powstańców. Przekazała m.in. swój pamiątkowy dukat ślubny na rzecz Związku Dobroczynności Patriotycznej Warszawianek prowadzonego przez Klementynę Hoffmanową. Opiekowała się również rannymi w warszawskich lazaretach.
Po klęsce powstania początkowo pozostała w Warszawie, ale wkrótce, w obawie przez rosyjskimi aresztowaniami, wyjechała we wrześniu 1833 roku do męża, który wcześniej wyemigrował do Wielkiej Brytanii. Wkrótce rozpoczęła pisanie swojego dziennika opisującego m.in. życie towarzyskie polskiej emigracji w tym kraju. Pomagała mężowi w pracy w Literary Association of the Friends of Poland i w jego siedzibie oraz we własnym (jednopokojowym) mieszkaniu organizowała spotkania z okazji rocznic patriotycznych i świąt religijnych.
Wiosną 1835 roku wzięła udział w powołaniu (jako jedyna niebrytyjska członkini) Society of the English Ladies for the Relief of the Polish Refugees jako brytyjskiego odpowiednika Towarzystwa Dobroczynności Dam Polskich w Paryżu. Jego celem była pomoc materialna polistopadowym emigrantom w Anglii.

## Książka
- Józefa Szyrmowa, Dziennik z lat emigracji, Poznań: Wydawnictwo Poznańskie, 2011, ISBN 978-83-7177-842-1.

## Życie prywatne
Józefa była córką Wawrzyńca, niezamożnego właściciela ziemskiego, i Wiktorii z Rycharskich. Miała co najmniej sześcioro rodzeństwa, w tym Eleonorę (1811–?), późniejszą Kostecką, której córka Aleksandra, późniejsza Wierzycka była ciotką Anny Kosteckiej.
W dniu 12 września 1825 roku w Międzyrzecu Podlaskim wyszła za Krystyna Lacha Szyrmę. Po ślubie zamieszkali w Warszawie w wynajętym mieszkaniu przy ul. Senatorskiej. Mieli czworo dzieci: Bożenę Klementynę (1826–1844), Czesławę (1828–?), późniejszą Ignacową Terlecką, oraz dwoje dzieci zmarłych we wczesnym dzieciństwie: Wiesławę (ur. w 1831) i Franka Wentfortha Zbigniewa (ur. w 1836).
Od 1834 roku Józefa chorowała na przewlekłe choroby układu oddechowego. Po śmierci została pochowana 28 stycznia 1837 roku na Cmentarzu Kensal Green (grób nie zachował się).